# Dolichopeza (Dolichopeza) thiasus
Dolichopeza (Dolichopeza) thiasus is een tweevleugelige uit de familie langpootmuggen (Tipulidae). De soort komt voor in het Australaziatisch gebied.